# Laura Bassi (Schiff)
Die Laura Bassi ist ein Forschungsschiff des italienischen Forschungsinstituts Istituto Nazionale di Oceanografia e di Geofisica Sperimentale in Triest. Es dient in erster Linie dem italienischen Antarktis-Forschungsprogramm. Bis 2018 wurde das Schiff unter dem Namen Ernest Shackleton im Rahmen des britischen Polarforschungsprogramms British Antarctic Survey (BAS) eingesetzt.

## Geschichte
Das Schiff wurde 1995 unter der Baunummer 267 auf der Werft Kværner Klevin Leirvik für das in Bergen ansässige Unternehmen Rieber Shipping gebaut. Die Kiellegung fand im September 1994, der Stapellauf im Juli 1995 statt. Das Schiff wurde am 28. September 1995 fertiggestellt. Es kam als Polar Queen unter der Flagge Norwegens mit Heimathafen Bergen in Fahrt.
1998 wurde das Schiff von der Australian Antarctic Division gechartert, weil deren Schiff, die Aurora Australis, wegen Reparaturen ausfiel.

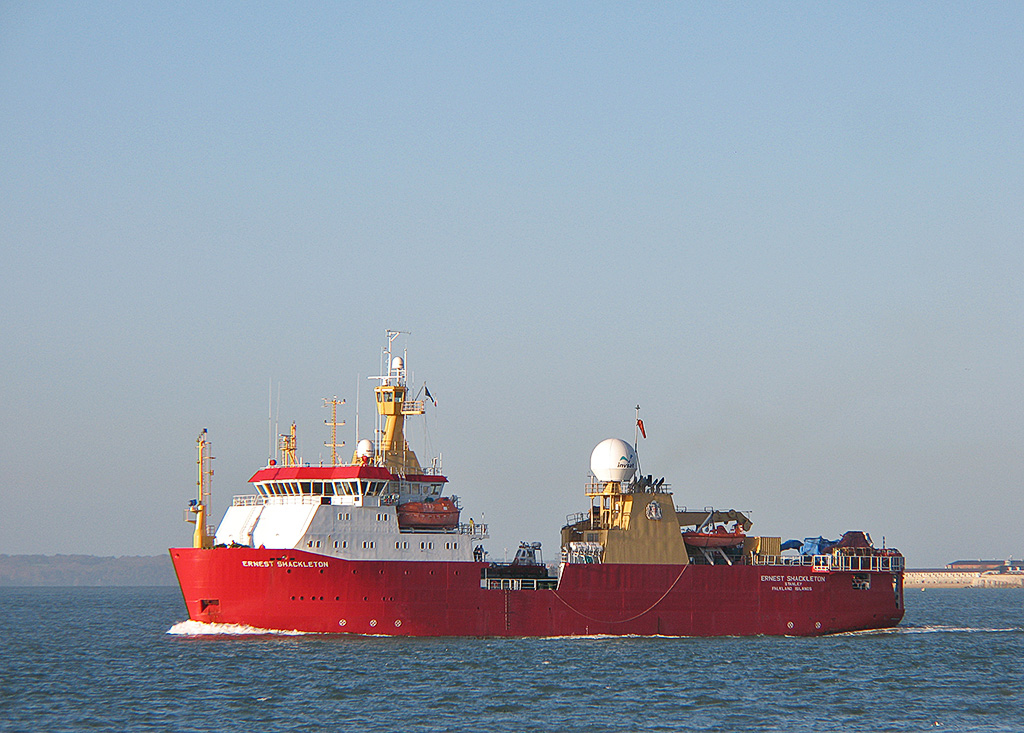
Ernest Shackleton

1999 wurde das Schiff auf Basis eines Bareboat-Chartervertrages an das British Antarctic Survey verchartert. Der Chartervertrag lief bis 2018. Das Schiff, das die Bransfield ersetzte, wurde nach dem britischen Polarforscher in Ernest Shackleton umbenannt und in Stanley auf den Falklandinseln registriert. 2021 wurde es von dem neuen Forschungsschiff Sir David Attenborough ersetzt.
2019 erwarb das italienische Bildungs- und Forschungsministerium das Schiff für das Geophysikalische Institut Triest. Es ersetzt das 2017 außer Dienst gestellte und im Auftrag des italienischen Antarktis-Forschungsprogramms fahrende Versorgungs- und Forschungsschiff Italica. Das Schiff, das nach Laura Bassi, einer 1711 geborenen Physikerin und Professorin der Universität Bologna, benannt wurde, wird von ARGO Ship Management & Services in Pozzuoli bereedert.

## Einsatz
Das Schiff dient in erster Linie dem Antarktis-Forschungsprogramm Italiens. Eine Aufgabe des Schiffes ist die Versorgung der Mario-Zucchelli-Station und damit auch der Station Dome Concordia auf dem antarktischen Kontinent.
Im Rahmen der Polarforschung des Vereinigten Königreichs wurde es bis 2018 sowohl im Südpolar-, aber auch im Nordpolargebiet eingesetzt. In der Antarktis versorgte es die Halley-Station.

## Technische Daten und Ausstattung
Der Antrieb erfolgt durch zwei Dieselmotoren des Herstellers Bergen Marine mit je 2.550 kW Leistung, die über ein Untersetzungsgetriebe auf einen Verstellpropeller mit Kortdüse wirken. Weiterhin verfügt das Schiff über vier elektrisch angetriebene Querstrahlsteueranlagen, zwei im Bug und zwei im Heck, sowie eine Propellergondel im Bug, die im Fall des Ausfalls des Antriebs auch als Notantrieb dienen kann. Das Schiff verfügt über ein System zur dynamischen Positionierung.
Für die Stromversorgung stehen zwei Wellengeneratoren mit jeweils 2000 kW Leistung sowie zwei Mitsubishi-Dieselgeneratoren (Typ: S6R-MPTK) mit jeweils 600 kW Leistung zur Verfügung. Weiterhin wurde ein Mitsubishi-Notgenerator (Typ: 6 D 22 T) mit 150 kW Leistung verbaut.
Am Heck des Schiffes befindet sich ein Helideck (18 Meter Durchmesser), das für die Nutzung durch Super-Puma-Hubschrauber geeignet ist.
Das Schiff verfügt über zwei Laderäume mit Zwischendeck, um Ausrüstungs- und Versorgungsgüter laden zu können. Die Laderäume bieten rund 3.000 m³ Platz. Im vorderen Laderaum sowie auf dem Lukendeckel können auch Container gestaut werden. Für den Ladungsumschlag ist das Schiff mit einem Kran ausgerüstet, der bei 20 Meter Auslage 30 t heben kann. Das Schiff führt ein Arbeitsboot mit einem offenen Deck und einer Bugrampe mit, mit dessen Hilfe Güter an Stellen an Land bzw. zum Eisrand gebracht werden können, die das Schiff selber nicht erreichen kann.
Für Forschungsaufgaben verfügt das Schiff über ein Trocken- und ein Nasslabor sowie die Möglichkeit, zwei Laborcontainer (20-Fuß-Container) an Bord zu nehmen. Das Schiff ist mit verschiedenen Loggen, Sonar- und Echolotanlagen sowie Winden ausgerüstet. Es ist auch für den Einsatz eines ROV ausgestattet und verfügt neben weiteren Hebewerkzeugen über einen Kran, der bei 10 Meter Auslage 50 t heben kann.
Die Decksaufbauten mit der Kommandobrücke befinden sich im vorderen Bereich des Schiffes. Im Mast auf dem Deckshaus befindet sich ein Krähennest. An Bord ist Platz für 72 Personen (inkl. der Schiffsbesatzung), für die 37 Kabinen (Ein- bis Vierbettkabinen) zur Verfügung stehen.
Das Schiff kann bis zu 130 Tage auf See bleiben und dabei bis zu 40.000 Seemeilen zurücklegen. Der Rumpf des Schiffes ist eisverstärkt. Das Schiff ist als Eisbrecher klassifiziert.

## Sonstiges
Das Schiff war mehrfach auf Briefmarken abgebildet.